# Awtomagistrala Mariza
Die Awtomagistrala „Mariza“ bzw. Awtomagistrala A4 (bulgarisch Автомагистрала А4 „Марица“ Awtomagistrala A4 Mariza) ist eine Autobahn in Süd-Bulgarien. Sie zweigt von der Autobahn zwischen Sofia und Burgas (A1 "Trakija") nach Süden ab und reicht bis zum Grenzübergang Kapitan Andreewo-Kapıkule. Dabei verläuft sie entlang des Flusses Mariza und trägt dessen Namen. Ihre Länge beträgt 117 km, wobei sie in ihrem ganzen Verlauf Teil der Europastraße 80 ist.

## Teilstücke in Betrieb
Die Autobahn wurde im Oktober 2015 fertiggestellt. Von Chaskowo/Dimitrowgrad ist das Stück bis Swilengrad seit 28. Mai 2015 auf einer Länge von 62,8 km in Betrieb. Der 31 km lange Abschnitt von Charmanli bis Ljubimez ging im Oktober 2010 in Betrieb.
Die Umfahrung des Dorfes Kapitan Andreewo ging im August 2014 in Betrieb. Die zweite Fahrbahn der Umfahrung von Swilengrad wurde am 7. Juni 2015 freigegeben. Der Abschnitt von Swilengrad bis zum Grenzübergang Kapitan Andreewo-Kapikule ist ebenfalls bereits in Betrieb. Der verbleibende 43 km lange Abschnitt von Cipran bis Chaskowo/Dimitrowgrad wurde im Oktober 2015 für den Verkehr freigegeben.